# Thygater mourei
Thygater mourei är en biart som beskrevs av Urban 1961. Thygater mourei ingår i släktet Thygater och familjen långtungebin. Inga underarter finns listade i Catalogue of Life.